# Juni 2014
Portal Geschichte | Portal Biografien | Aktuelle Ereignisse | Jahreskalender | Tagesartikel

◄ |
20. Jahrhundert |
21. Jahrhundert

◄ |
1980er |
1990er |
2000er |
2010er
| 2020er | 2030er | 2040er

◄ |
2010 |
2011 |
2012 |
2013 |
2014
| 2015 | 2016 | 2017 | 2018 | ►

◄ |
März 2014 |
April 2014 |
Mai 2014 |
Juni 2014 |
Juli 2014 |
August 2014 |
September 2014 |
►
Dieser Artikel behandelt tagesbezogene Nachrichten und Ereignisse im Juni 2014.

## Tagesgeschehen

### Sonntag, 1. Juni 2014

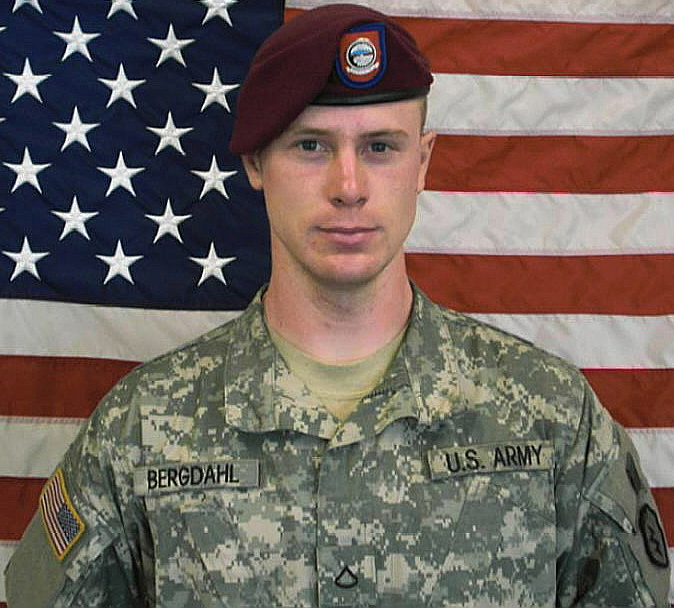
US-Soldat Bowe Bergdahl (2009)

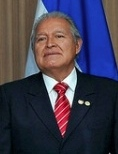
Salvador Sánchez Cerén

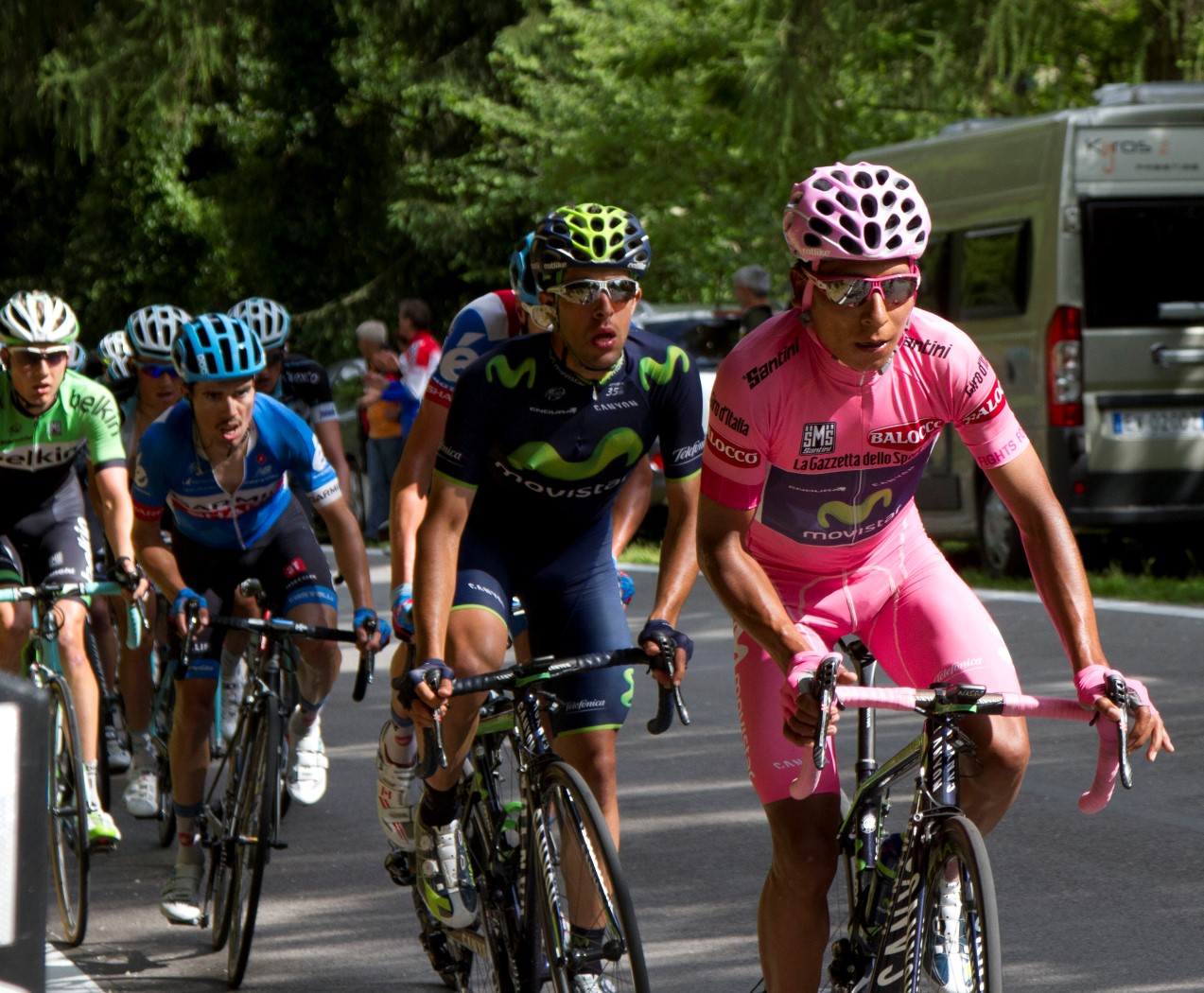
Nairo Quintana im rosa Trikot

- Bengasi/Libyen: Bei einem Granatenangriff der Ansar al-Scharia sterben 18 Menschen.[1]
- Charga/Ägypten: Bei einer Schießerei im Gouvernement al-Wadi al-dschadid zwischen ägyptischen Grenzsoldaten und Waffenhändlern aus Libyen sterben mindestens sechs Menschen. Die militante Ansar Beit al-Maqdis bekannte sich zu dem Angriff.[2]
- Chicago/Vereinigte Staaten: Der Illinois Northern District Court verabschiedet ein Gesetz, das die gleichgeschlechtliche Ehe in Illinois erlaubt.[3]
- Delhi/Indien: Beim Unfall eines Regierungsfahrzeuges sterben 5 Menschen, darunter der Landwirtschaftsminister Indiens Gopinath Munde.[4]
- Dschalalabad/Afghanistan: Bei einem Bombenanschlag in der Provinz Nangarhar sterben neun Menschen, darunter drei türkische Staatsbürger.[5]
- Gamboru/Nigeria: Bei einem Überfall auf die Dörfer Kanari, Wazarde und Gula im Bundesstaat Borno werden mindestens 42 Menschen getötet.[6]
- Köln/Deutschland: Die Herrenmannschaft der SG Flensburg-Handewitt gewinnt die EHF Champions League 2014 im Handball durch ein 30:28 im Finale gegen den THW Kiel.[7]
- Maroua/Kamerun: Nach zwei Monaten in Gefangenschaft einer Splittergruppe der Boko Haram werden die beiden Priester Gianantonio Allegri und Giampaolo Marta und die franko-kanadische Nonne Gilberte Bussière freigelassen.[8]
- Marseille/Frankreich: Der Tunesier mit französischem Pass Mehdi Nemmouche gesteht zwei Tage nach seiner Verhaftung am Gare Saint-Charles, den Anschlag auf das Jüdische Museum von Belgien verübt zu haben.[9]
- Morens/Schweiz: Das mit Sonnenenergie angetriebene Ultraleichtflugzeug Solar Impulse 2 startet vom Militärflugplatz Payerne zum Jungfernflug.[10]
- Mubi/Nigeria: Bei einem Bombenanschlag während eines Public Viewings sterben im Bundesstaat Adamawa mindestens 40 Personen.[11]
- Munozero/Russland: Beim Absturz eines Mil-Mi-8-Hubschraubers in der Oblast Murmansk sterben mindestens zwölf Personen, darunter der stellvertretende Gouverneur der Region Sergej Skomorochow, der Generaldirektor des Bergbau- und Chemieunternehmens „OAO Apatit“ Alexei Grigorjew und sein Stellvertreter Konstantin Nikitin, der Minister für Ökologie Alexei Smirnow und der Verwaltungsleiter von Kirowsk Alexei Swonar. Die Insassen befanden sich zu einem Angelausflug nach Kanosero als der Hubschrauber in einen See stürzte. Zwei Personen wurden schwer verletzt geborgen.[12]
- Parwan/Afghanistan: Nahe der Grenze zur pakistanischen Provinz Chost haben 18 Taliban-Kämpfer den seit Juli 2009 in Kriegsgefangenschaft befindlichen Sergeant der US Army, Bowe Bergdahl, unter Vermittlung der Regierung von Katar freigelassen und US-Soldaten übergeben. Im Gegenzug wurden im Gefangenenlager der Guantanamo Bay Naval Base fünf Taliban-Häftlinge freigelassen: Abdul Haq Wasiq (ehemals stellvertretender Geheimdienstchef), Mullah Norullah Nori (ehemals Kommandeur in Masar-e Scharif), Khirullah Said Wali Khairkhwa (ehemals Innenminister mit direkten Verbindungen zu Mohammed Omar und Osama bin Laden), Mohammed Nabi (ehemals Sicherheitschef in Qalat nahe Zabul und später Leiter einer Radiostation in Kabul) und Mohammad Fazl (von Human Rights Watch als Mittäter bei Kriegsverbrechen aus dem Jahr 2000 und 2001 gegen die schiitische Bevölkerung bezeichnet).[13][14][15]
- San Salvador/El Salvador: Der ehemalige Rebellenführer Salvador Sánchez Cerén (FMLN) wird als Staatspräsident vereidigt.[16]
- Simianshan/China: Bei Überschwemmungen in den Distrikten Yunlin, Chiayi, Jiang’an, Tainan, Kaohsiung der Provinz Sichuan sterben mindestens 10 Personen.[17]
- Triest/Italien: Der Gesamtsieg bei der 97. Austragung des Rad-Etappenrennens Giro d’Italia geht an den Kolumbianer Nairo Quintana. Es ist sein erster Gesamtsieg bei dieser Rundfahrt und der erste eines Südamerikaners.[18]

### Montag, 2. Juni 2014
- Amran/Jemen: Bei Kämpfen der Houthis mit der Armee in der Gouvernement ʿAmrān sterben mindestens 20 Personen.[19]
- Chongqing/China: Bei einer Grubengas-Explosion in der Yanshitai-Kohle-Mine im Wansheng Distrikt sterben mindestens 22 Menschen.[20]
- Delhi/Indien: Das aus Teilen des Bundesstaates Andhra Pradeshs gebildete Territorium Telangana wird neuer Bundesstaat Indiens.[21]
- Madrid/Spanien: Der König Juan Carlos I. von Spanien dankt ab und überlässt den spanischen Thron seinem Sohn Felipe.[22]
- Parachinar/Pakistan: Bei einem von schiitischen Muslimen initiierten Selbstmordanschlag mit einer Autobombe sterben sieben Sunniten.[23]
- Ramallah/Palästinensische Autonomiegebiete: Präsident Mahmud Abbas hat nach Verhandlungen mit der Terrororganisation Hamas eine Übergangsregierung der nationalen Einheit gebildet. Das aus 17 parteilosen Fachleuten gebildete Kabinett steht dabei unter Führung des Ministerpräsidenten Rami Hamdallah und soll binnen sechs Monaten Wahlen von Präsident und Parlament organisieren.[24]
- Riad/Saudi-Arabien: Das Gesundheitsministerium gibt die Todesopfer des Coronavirus MERS-CoV in Saudi-Arabien – seit September 2013 – mit 282 Personen an.[25]
- Teheran/Iran: Bei einem Sandsturm sterben vier Menschen, mindestens zehn weitere werden verletzt. Zudem legt der Sturm in rund 50.000 Haushalten den Strom lahm.[26]

### Dienstag, 3. Juni 2014

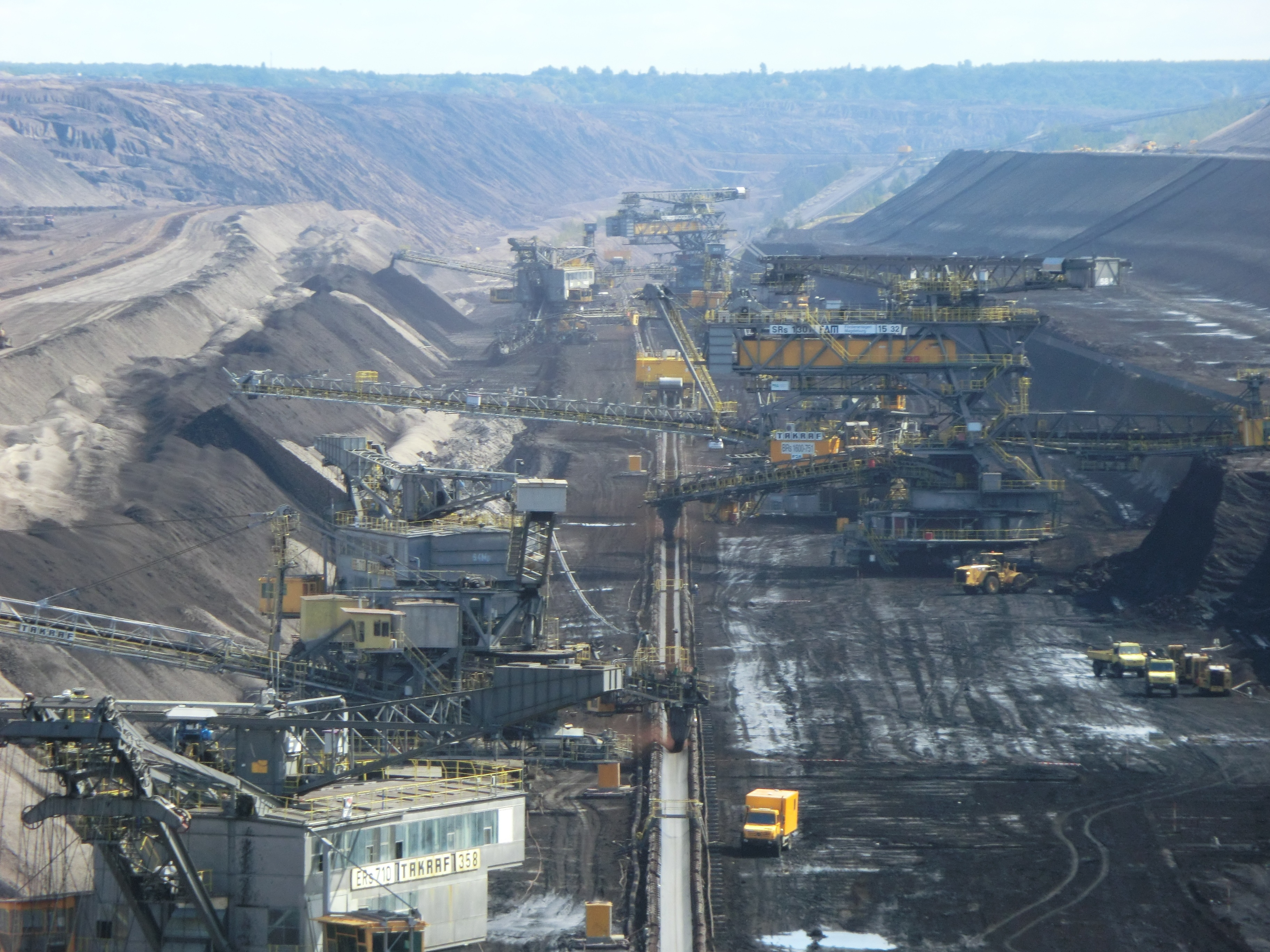
Tagebau Welzow-Süd

- al-Abiar/Libyen: Beim Anschlag auf eine Farm sterben vier Menschen, der General Chalifa Haftar überlebt das Attentat.[27]
- Asunción/Paraguay: Bei Überschwemmungen nach heftigen Regenfällen sterben mindestens zehn Menschen; die Behörden evakuieren entlang des Río Paraguay rund 75.000 Familien.[28]
- Attagara/Nigeria: Beim Anschlag der Boko Haram auf das Center for Caring Empowerment and Peace Initiative im Gouvernement Gwoza Local Government im Bundesstaat Borno sterben 13 Menschen.[29]
- Damaskus/Syrien: Die Präsidentschaftswahl in Syrien 2014 findet statt.
- Frankfurt am Main/Deutschland: Manuela Better tritt von den Vorstandsvorsitzendenposten der Pfandbriefbank und der Hypo Real Estate zurück.[30]
- Moerdijk/Niederlande: Auf dem Gelände der petrochemischen Fabrik Shell Nederland Chemie der Royal Dutch Shell explodiert ein Tank. Mehrere Personen werden verletzt.[31]
- Potsdam/Deutschland: Die Landesregierung von Brandenburg beschließt die von Umweltschützern kritisierte Erweiterung des bei Herzberg gelegenen Braunkohle-Tagebaus Welzow-Süd der Vattenfall Europe Mining AG.[32]

### Mittwoch, 4. Juni 2014
- Bochum/Deutschland: Das Landgericht Bochum erhebt Anklage wegen Absprachen auf dem Schienenmarkt gegen 14 ehemalige Manager von Thyssen-Krupp und Voestalpine.[33]
- Brüssel/Belgien: Das 40. G7-Gipfeltreffen findet infolge der völkerrechtswidrigen Annexion der Krim durch Russland  ohne Russland im Gebäude des Europäischen Parlaments statt. Die „Gruppe der Sieben“ schloss Russland am 24. März aus ihrem Kreis aus. Das ursprünglich geplante G8-Treffen in Sotschi wird nicht stattfinden.[34][35]
- Hannover/Deutschland: Das Amtsgericht Hannover entscheidet, dass von RedTube Abgemahnte nicht den geforderten Betrag bezahlen müssen.[36]
- Wittdün/Deutschland: Die Personenfähre Adler-Express rammt den Anleger von Amrum. 27 Passagiere werden verletzt, zwei Personen schwer.[37]

### Donnerstag, 5. Juni 2014
- Baihan al-Kisab/Jemen: Bei einem Anschlag der Taliban auf den Checkpoint Shabwa sterben 14 Personen.[38]
- Frankfurt am Main/Europäische Union: Die Europäische Zentralbank (EZB) senkt die Zinsen des Euro für Hauptrefinanzierungsgeschäfte auf ein historisches Tief von 0,15 Prozent und beschließt erstmals Negativzinsen in Höhe von −0,10 Prozent für die Einlagefazilität.[39] Nach der Entscheidung der EZB übersteigt der Deutsche Aktienindex (DAX) erstmals die 10.000-Punkte-Marke.[40]
- Nürnberg/Deutschland: Bei einem Brand wird die im Jahr 1385 errichtete, historische St. Martha-Kirche zerstört.[41]

### Freitag, 6. Juni 2014

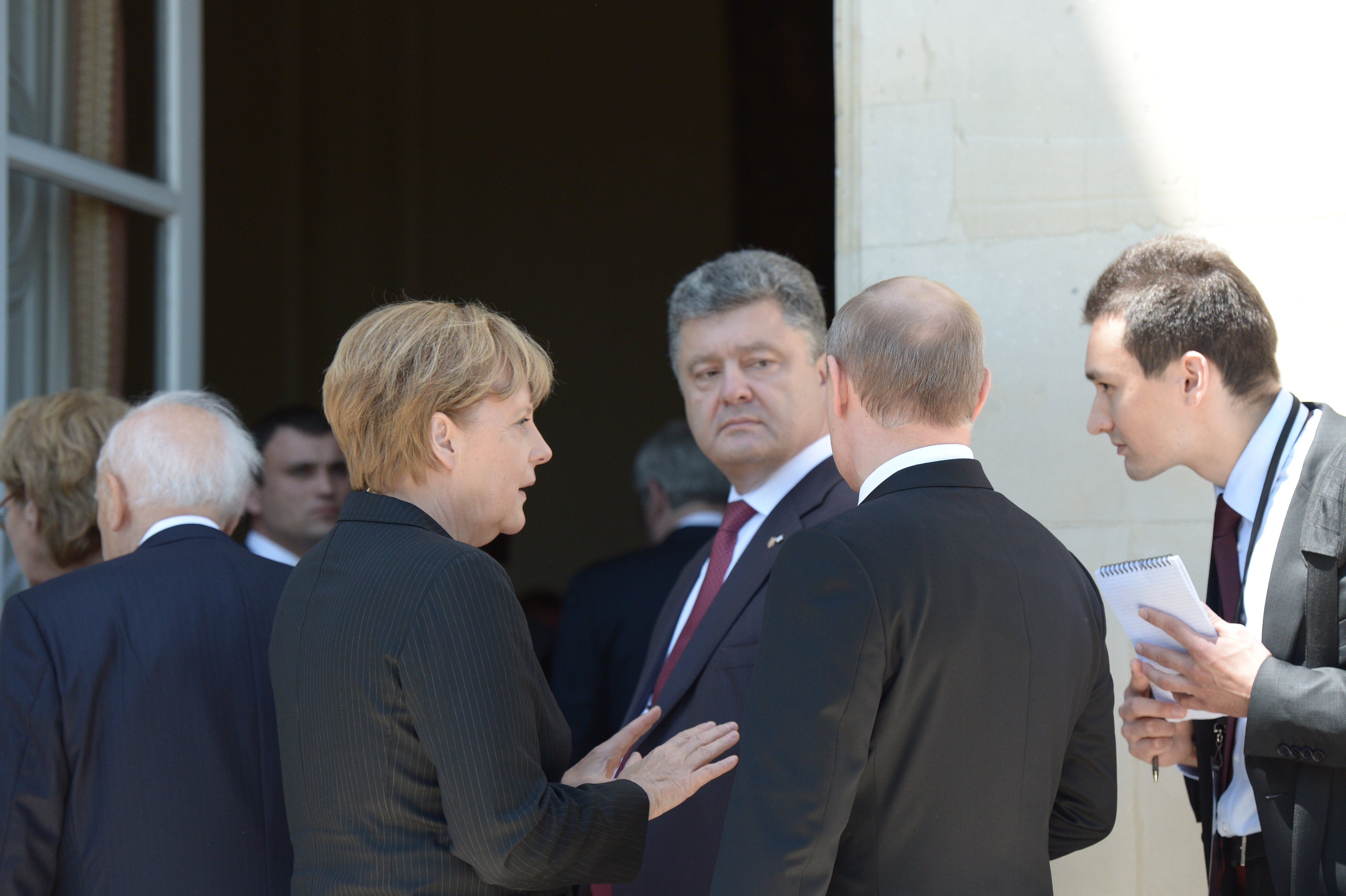
Krisendiplomatie zur Krise in der Ukraine am Rande der Gedenkfeierlichkeiten zur Landung der Alliierten vor 70 Jahren: Angela Merkel, der neugewählte ukrainische Präsident Petro Porošenko und Wladimir Putin.

- Colleville-sur-Mer/Frankreich: Gedenkfeierlichkeiten zur Landung der Alliierten (D-Day) vor 70 Jahren in der Normandie.[42]
- Kabul/Afghanistan: Bei einem Anschlag auf den Politiker Abdullah Abdullah sterben sechs Menschen, 22 weitere werden verletzt. Abdullah überlebt den Anschlag.[43]
- Gandyari/Pakistan: Bei einer Operation im Dera Bugti Distrikt sterben 10 Anhänger der Baloch Republican Army.[44]
- Murmansk/Russland: Nach der neunmonatigen Beschlagnahmung wegen einer Protestaktion in der Arktis wird das von der russischen Marine gekaperte Greenpeace-Schiff „Arctic Sunrise“ wieder freigegeben.[45]
- Newbury/Vereinigtes Königreich: Das weltweit in 29 Staaten vertretene Mobilfunkunternehmen Vodafone Group veröffentlicht einen Bericht (Law Enforcement Disclosure Report), wonach in mindestens sechs Staaten im Rahmen der nationalen Gesetze zum Schutz der nationalen und öffentlichen Sicherheit die Telekommunikationsdaten und Gesprächsinhalte der Vodafone-Kunden live überwacht und abgehört werden und eine Ortung jederzeit möglich ist.[46][47]
- Obiliq/Kosovo: Bei der Explosion des Wärmekraftwerkes Termocentrali Kosova A sterben mindestens drei Menschen, 13 weitere werden verletzt.[48]
- Perim/Jemen: Beim Kentern eines Flüchtlingsbootes auf dem Bab al-Mandab zwischen dem Golf von Aden und dem Roten Meer ertrinken 60 Personen aus Somalia und Äthiopien.[49]

### Samstag, 7. Juni 2014
- Guzargahi Nur/Afghanistan: Nach heftigen Regenfällen sind durch Überschwemmungen mindestens 91 Menschen ums Leben gekommen. Mehr als 1000 Häuser werden zerstört.[50][51]
- Mutarule/DR Kongo: Bei einer ethnischen Säuberung sterben in der Provinz Süd-Kivu 37 Menschen der Volksgruppe Bafuliru.[52]
- Ramadi/Irak: Radikalislamische Kämpfer der ISIL überfallen die Al Anbar-Universität. Sie töten die Wachleute und sprengen eine Brücke, die zum Haupteingang des Gebäudes führt. Danach nehmen sie mehrere Geiseln. Soldaten und Sondereinsatztruppen können nach Kämpfen die Geiseln befreien.[53]
- Taftan/Pakistan: Bei einem Bomben-Anschlag auf ein Hotel in der Provinz Belutschistan sterben 23 Shia Gläubige.[54]

### Sonntag, 8. Juni 2014

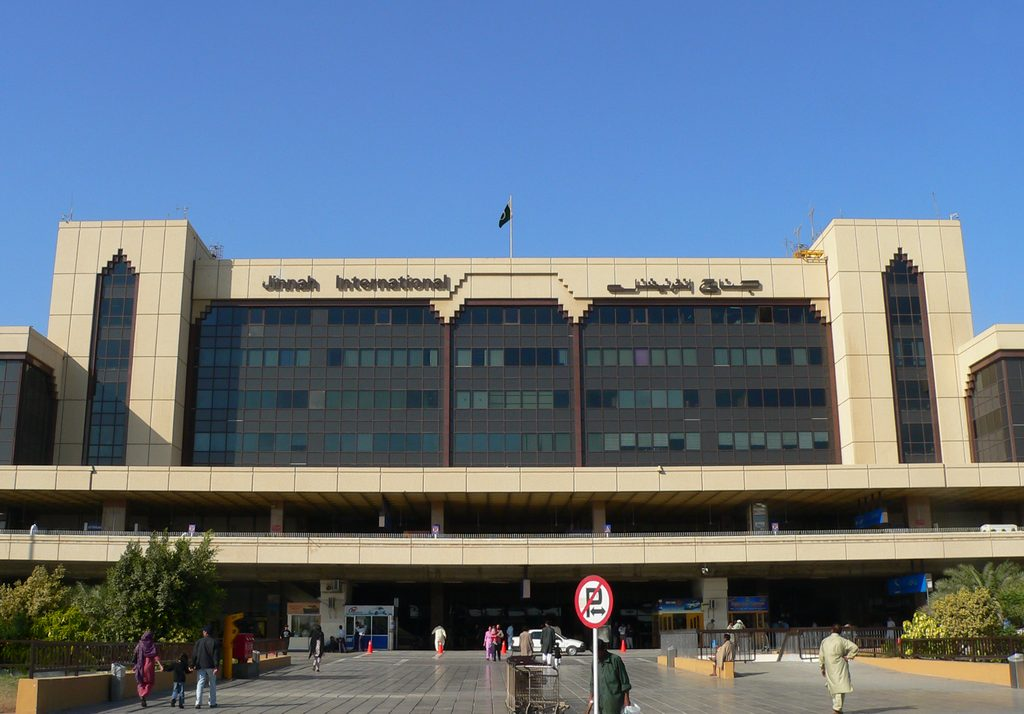
Terminal des Jinnah International Airport

- Baton Rouge/Vereinigte Staaten: Die Miss Nevada, Nia Sanchez, wird im Baton Rouge River Center Arena in Louisiana zur Miss USA gekürt.[55]
- Curitiba/Brasilien: Bei schweren Unwettern und Hochwasser im Bundesstaat Paraná sterben mindestens 10 Menschen, rund 2000 Menschen werden evakuiert.[56]
- Diyala/Irak: Bei der Explosion einer Autobombe vor dem Gebäude der Patriotischen Union Kurdistans (PUK) in Jalawla sterben 17 Personen. Zudem sterben vier Personen bei der Detonation einer Bombe vor dem Gebäude der Kurdischen Kommunistischen Partei in Tuz Churmatu.[57]
- Kano/Nigeria: Sanusi Lamido Sanusi wird zum Emir von Kano gekürt.[58]
- Karatschi/Pakistan: Bei einem Angriff der Taliban auf dem Karachi/Jinnah International Airport sterben mindestens 28 Menschen. Alle Flüge nach Karachi werden von den Fluggesellschaften umgeleitet.[59]
- Manali/Indien: Bei einer Flutwelle am Pandoh Dam sterben im Staat Himachal Pradesh mindestens 24 Personen.[60]
- Priština/Kosovo: Vorgezogene Parlamentswahl.
- Wolfsburg/Deutschland: Der VfL Wolfsburg sichert sich nach einem 2:1 über den 1. FFC Frankfurt zum zweiten Mal in Folge die Meisterschaft der Frauen-Bundesliga.[61]
- Untersberg/Deutschland: Bei einem Zwischenfall wird ein Höhlenforscher in der Riesending-Schachthöhle verletzt. Die Bergungsarbeiten sind äußerst schwierig.[62]
- Zchinwali/Georgien: Wahlen zum Südossetischen Parlament.

### Montag, 9. Juni 2014
- Garkin Fulani/Nigeria: Mutmaßliche Kämpfer der Boko Haram entführen 20 Frauen aus einer Nomadensiedlung im Bundesstaat Borno. Zudem sterben mindestens 3 Personen.[63]
- Hanoi/Vietnam: Der Geschäftsmann und Sportoffizielle Nguyễn Đức Kiên wird wegen Steuerhinterziehung und Insiderhandel zu 30 Jahren Haft verurteilt.[64]
- Köln-Mülheim/Deutschland: Gedenkveranstaltung und Kundgebung Birlikte – Zusammenstehen zum 10. Jahrestag des Bombenanschlags in der Keupstraße.[65]
- Mombasa/Kenia: Bei einem Attentat der Al-Shabaab stirbt der Kleriker und Vorsitzende des Council of Imams and Preachers of Kenya Sheikh Mohammed Idris.[66]
- Tripolis/Libyen: Rund einen Monat nach der Ernennung zum Premierminister tritt Ahmed Maiteg von seinem Amt zurück.[67]
- Düsseldorf/Deutschland: Bei der Gewitterfront infolge des Tiefdruckgebiets Ela kommen in Hamburg und Nordrhein-Westfalen mindestens sechs Menschen ums Leben. Dabei werden weite Teile des Schienennetzes der Rhein-Ruhr-Region der Deutschen Bahn beschädigt.[68]

### Dienstag, 10. Juni 2014

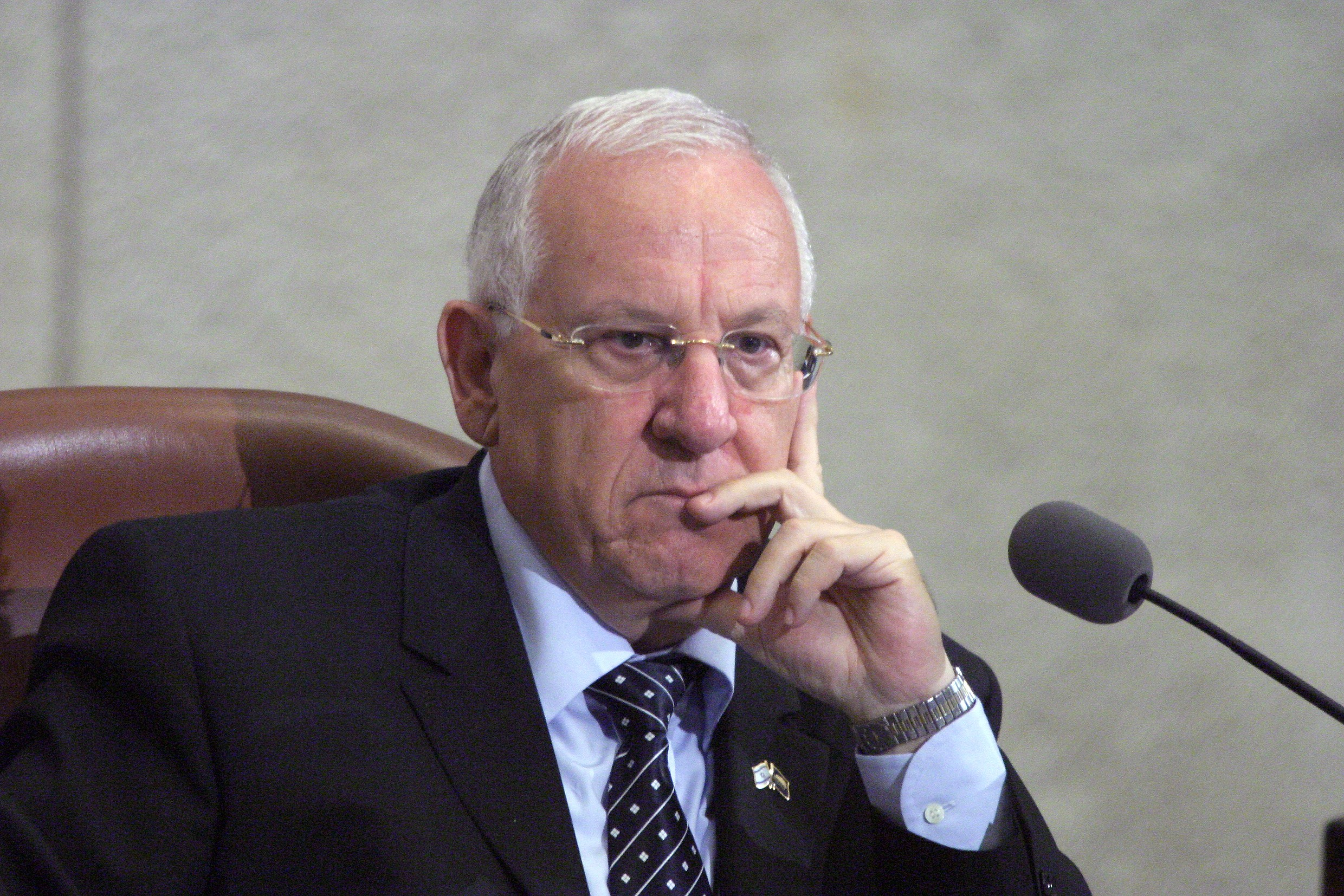
Reuven Rivlin

- Jerusalem/Israel: Die Mitglieder der Knesset wählen Reuven Rivlin (Likud) als Nachfolger von Schimon Peres zum zehnten Staatspräsidenten von Israel.[69]
- Mountain View/USA: Google Inc. kauft für rund 500 Millionen Dollar den Satelliten-Spezialisten Skybox Imaging.[70]
- Santo Amaro/Brasilien: 64. FIFA-Kongress im Transamerica Expo Center in São Paulo.[71]
- Turku/Finnland: Gipfeltreffen des Ostseerates (CBSS)[72]
- Zardalo/Afghanistan: Bewaffnete Anhänger der Taliban entführen 36 Wissenschaftsdozenten der Universität Kandahar im Distrikt Qarabagh der Provinz Eastern Ghazni. Die Gruppe war auf dem Weg zum Minister für höhere Bildung in Kabul.[73]

### Mittwoch, 11. Juni 2014

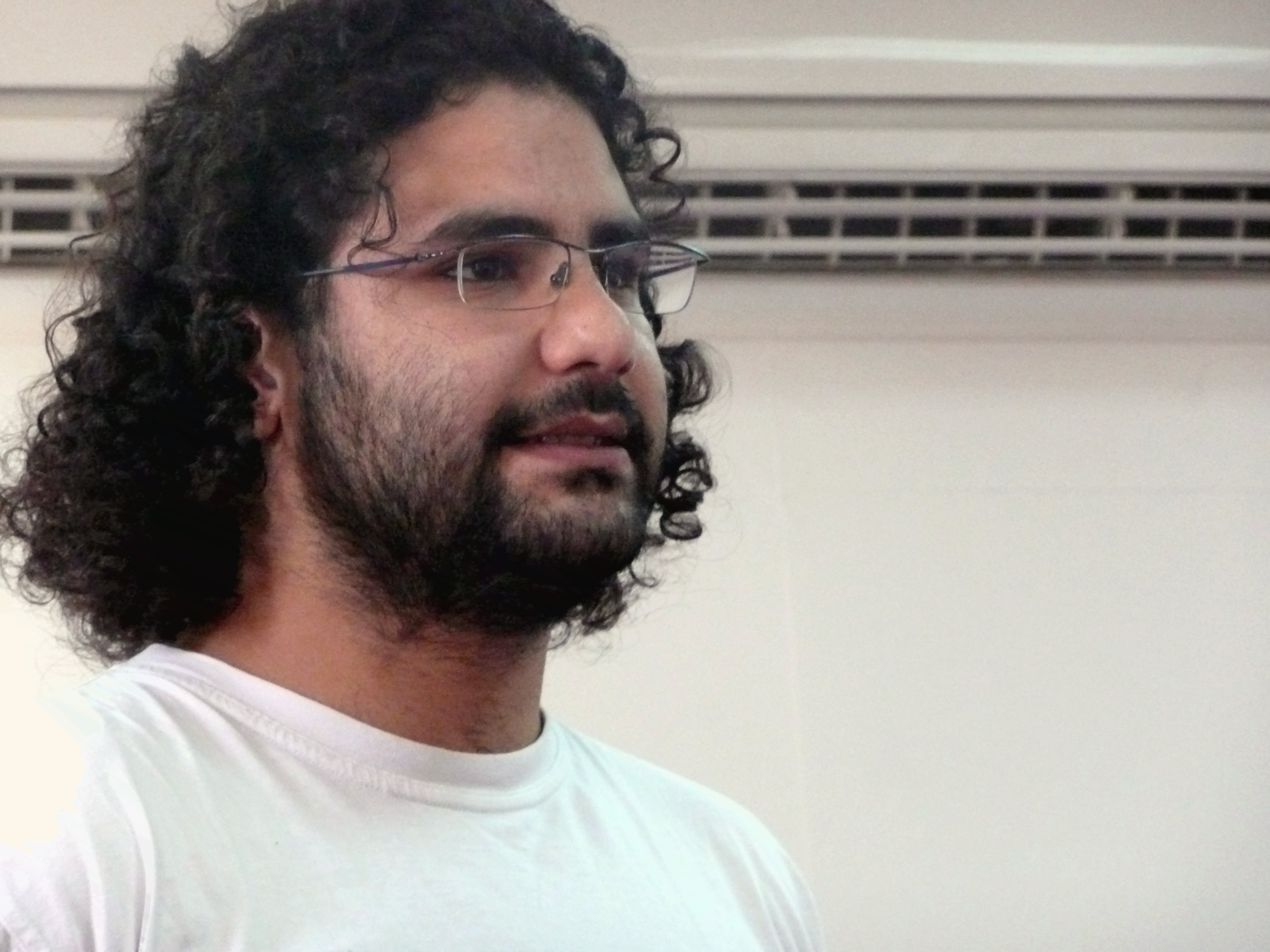
Abd el-Fattah (2008)

- Adjelhoc/Mali: Bei einem Autobombenanschlag der Tuareg sterben 10 Personen, darunter vier Soldaten der Vereinten Nationen aus dem Tschad.[74]
- Alexandria/Ägypten: Der Aktivist und Blogger Alaa Abd el-Fattah wird wegen des Angriffs auf einen Polizisten und illegalen Protestes zu 15 Jahren Haft verurteilt.[75]
- Miranshah/Pakistan: Bei einem Angriff zweier US-amerikanischen Drohnen auf ein Lager der Tehrik-i-Taliban Pakistan in Nord-Wasiristan sterben 16 Personen.[76]
- Mosul/Irak: Kämpfer eines islamischer Staats im Irak und der Levante (ISIS) entführen 49 Personen des türkischen Konsulats.[77]
- Washington, D.C./USA: Eric Cantor tritt von seinem Amt als Mehrheitsführer im Repräsentantenhaus der Vereinigten Staaten zurück.[78]

### Donnerstag, 12. Juni 2014

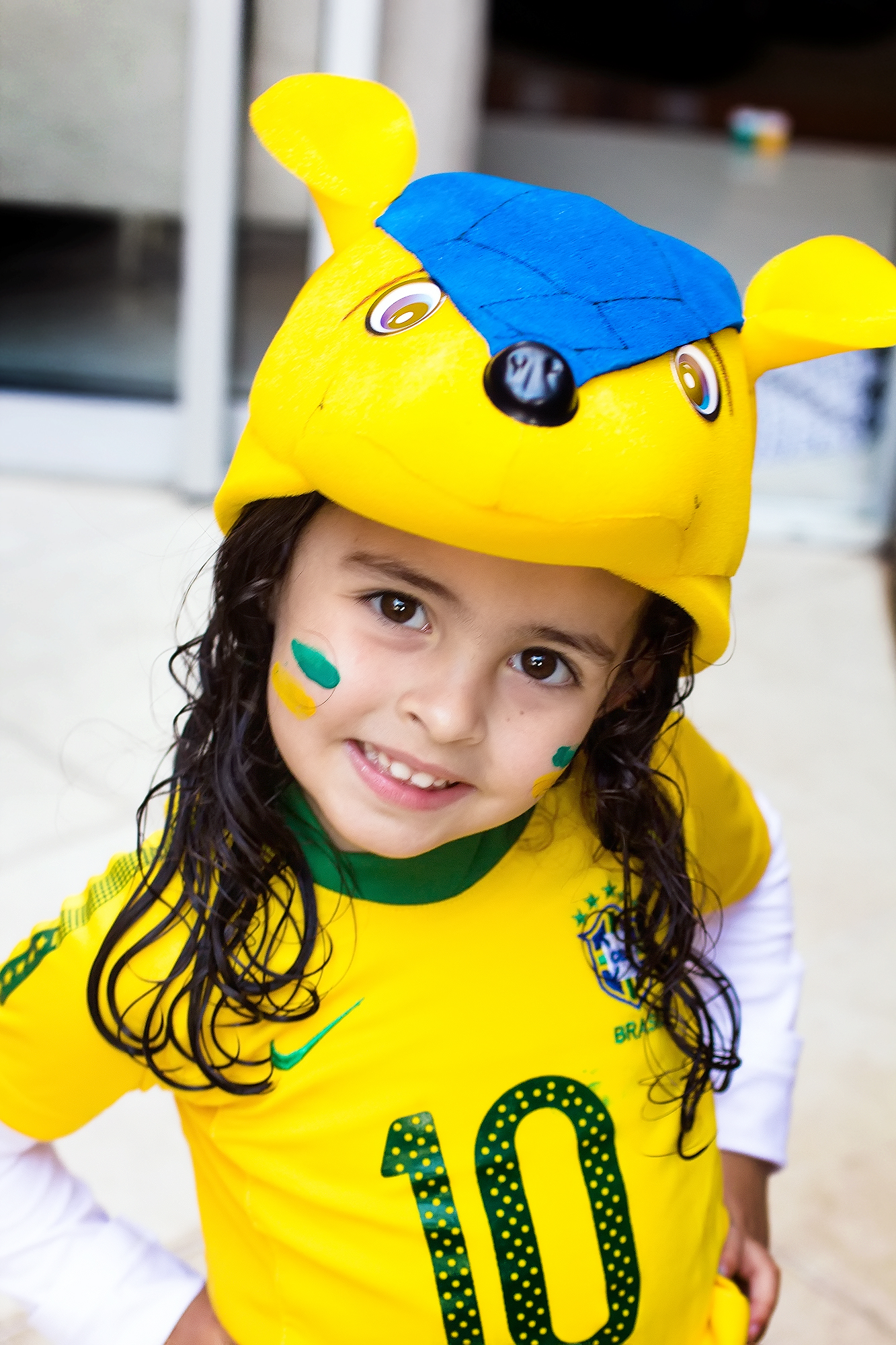
Die Fußball-WM in Brasilien ist eröffnet

- Kuala Lumpur/Malaysia: Das Versicherer-Konsortium unter der Leitung der Internationalen Zivilluftfahrtorganisation und der deutschen Allianz Versicherung beginnen mit der Auszahlung von Entschädigungen an die Angehörigen des Fluges MH370.[79]
- Luxemburg: Nach einem Urteil des Europäischen Gerichtshofs haben Hinterbliebene Anspruch auf die Auszahlung des Resturlaubs eines Verstorbenen.[80]
- Raipur/Indien: Bei der Explosion einer Methangas-Pipeline der Bhilai Steel Plant sterben sechs Menschen, 40 werden verletzt.[81]
- Kirowsk/Ukraine: Bei einer Grubengasexplosion in einem Kohlebergwerk in der Oblast Luhansk sterben in 300 Meter Tiefe mindestens neun Kumpel.[82]
- Mosul/Irak: Bei Gefechten zwischen der Hawza of Najaf und ISIS in der Provinz Salaheddin sterben in den Ortschaften Udhaim und Mukdadija mehr als 100 Menschen.[83]
- Richmond, Virginia/USA: Der rumänische Hacker Marcel Lehel Lazar (Guccifer) wird wegen eines Cyberangriffs auf die Bush-Familie und andere US-amerikanische Politiker vom Supreme Court of Virginia angeklagt.[84]
- Saint John’s/Antigua und Barbuda: Die Parlamentswahl in Antigua und Barbuda 2014 findet statt.[85]
- São Paulo/Brasilien: Beginn der 20. FIFA-Fußballweltmeisterschaft mit dem Eröffnungsspiel Brasilien gegen Kroatien.[86]

### Freitag, 13. Juni 2014

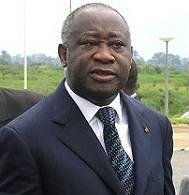
Laurent Gbagbo (2007)

- Den Haag/Niederlande: Der Internationale Strafgerichtshof erhebt Anklage gegen den ehemaligen Staatspräsidenten der Elfenbeinküste Laurent Gbagbo wegen Verstoßes gegen die Menschlichkeit.[87]
- Heppenheim/Deutschland: Der Direktor Siegfried Däschler-Seiler der Odenwaldschule gibt seinen Amtsrücktritt bekannt.[88]
- Kiel/Deutschland: Gestützt auf eine Entscheidung des Hamburger Hanseatischen Oberlandesgerichtes wird das Tragen von Kutten der Rockergruppe Hells Angels in Schleswig-Holstein unter Strafe gestellt.[89]
- Neckarsulm/Deutschland: Lidl schafft – nach Großbritannien – auch in seinen Filialen in Deutschland die Quengelware-Kassen ab.[90]
- Nyon/Schweiz: Die FIFA belegt Franz Beckenbauer infolge der umstrittenen Vergabe der WM 2022 nach Katar mit einer 90-Tage-Schutzsperre und schließt ihn von sämtlichen Fußballaktivitäten im Rahmen der FIFA aus.[91]
- Pont-Sondé/Haiti: Bei der Kollision eines Regierungsfahrzeuges mit einem Kleinbus sterben 13 Personen. Zwei Abgeordnete der Abgeordnetenkammer von Haiti werden bei dem Unfall teilweise schwer verletzt.[92]
- Schwerin/Deutschland: Vor dem Arbeitsgericht Schwerin kommt es zum Vergleich zwischen der Deutschen Post AG und einer Zustellerin, die nacheinander 88 Zeitverträge anstelle eines unbefristeten Vertrags bekommen hatte. Sie erhält nun einen unbefristeten Arbeitsvertrag.[93]
- Tangai/Pakistan: Bei einer Militäroperation der Paki Askeri im Bezirk Dehgan der Provinz Nord-Wasiristan sterben 100 Anhänger der Tehrik-i-Taliban Pakistan.[94]

### Samstag, 14. Juni 2014
- Aybak/Afghanistan: Bei einem Anschlag durch eine Autobombe auf ein Wahllokal in der Provinz Samangan sterben elf Personen, darunter sechs Mitarbeiter der Independent Election Commission of Afghanistan (IEC) Wahlkommission.[95]
- Kabul/Afghanistan: Stichwahl zur Präsidentschaftswahl in Afghanistan 2014.[96]
- Kopenhagen/Dänemark: Copenhell auf der Halbinsel Refshaleøen, u. a. mit Iron Maiden und Manowar.[97]
- Luhansk/Ukraine: Beim Abschuss eines Militärtransportflugzeugs der ukrainischen Armee vom Typ Iljuschin Il-76 durch prorussische Separatisten sterben 59 Menschen.[98]
- Swat/Pakistan: Bei einem Erdbeben der Stärke 6,6 in den Provinzen Peshawar, Mansehra, Chitral, Bajaur, Mingora, Malakand, Khyber Pakhtunkhwa und Belutschistan werden mehrere Personen verletzt und Gebäude beschädigt.[99]
- Tsavo-East-Nationalpark/Kenia: Wilderer erlegen den „König der Elefanten“ Satao, der wegen seiner Größe und enormen Stoßzähne weltweit bekannt wurde.[100]
- Zürich/Schweiz: Mit einem Volksfest am Bahnhof Löwenstrasse wird der Weinbergtunnel, das Herzstück einer Bahn-Durchmesserlinie durch die Zürcher Innenstadt, eröffnet.[101]
- Amsterdam/Niederlande: Bei Währungsgeschäften hat ein Mitarbeiter von Greenpeace 3,8 Millionen Euro Spendengelder verloren.[102]

### Sonntag 15. Juni 2014
- Bagdad/Irak: Bei einem Anschlag auf den Tahrir Square sterben 9 Menschen, zudem werden 20 Personen verletzt.[103]
- Bensheim/Deutschland: Der einwöchige Hessentag 2014 geht mit einem Festzug zu Ende.[104]
- Bogotá/Kolumbien: Die Stichwahl der Präsidentschaftswahl in Kolumbien 2014 gewinnt Amtsinhaber Juan Manuel Santos.[105]
- Dhaka/Bangladesch: Der Schriftsteller A.Y.M. Fakhruzzaman (Tipu Kibria) wird wegen mutmaßlichen Missbrauchs von Straßenkindern und Vermietung an Ausländer in 100 Fällen festgenommen. Die Behörden stellten zudem mehrere Videos und Fotos von Minderjährigen sicher.[106]
- Le Mans/Frankreich: Audi Sport gewinnt das Gesamtklassement des 24-Stunden-Rennens von Le Mans; in der Klasse LMP2 kann Jota Sport Zytek das Rennen für sich entscheiden.[107]
- Mailand/Italien: Das italienische Fußballtalent Hachim Mastour unterschreibt an seinem 16. Geburtstag einen Profivertrag beim AC Mailand.
- San Antonio/Vereinigte Staaten: Die San Antonio Spurs gewinnen durch einen 4:1-Erfolg in der Finalserie über die Miami Heat die NBA-Meisterschaft.[108]

### Montag, 16. Juni 2014

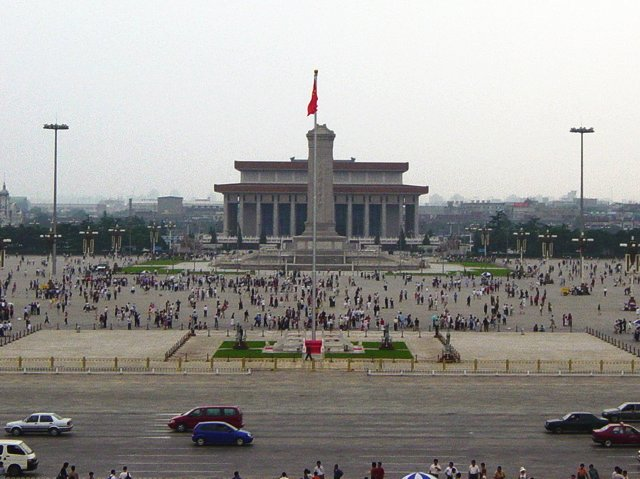
Blick vom Tor des himmlischen Friedens auf das Mao-Mausoleum

- Bad Homburg/Deutschland: Fresenius Medical Care schließt den Kauf der Dr.-Horst-Schmidt- und Helios Kliniken ab.[109]
- Bengasi/Libyen: Eine Gruppe von US Navy Seals verschleppen Ahmed Abu Khatallah aus einem Gefängnis, für die Auslieferung in die USA. Abu Khatallah gilt als einer der Drahtzieher des Anschlages auf US-Botschaft in Bengasi am 11. September 2012.[110]
- Bogotá/Kolumbien: Staatspräsident Juan Manuel Santos wird nach einer Stichwahl im Amt bestätigt.[111]
- Damaturu/Nigeria: Bei einem Anschlag während eines Public Viewings bei der Übertragung des Fußball-Weltmeisterschaft Spieles Nigeria gegen Iran sterben im Bundesstaat Yobe 21 Personen.[112]
- Grenoble/Frankreich: Der im Dezember 2013 verunfallte Michael Schumacher ist aus dem Koma erwacht und wird in die Rehabilitation verlegt.[113]
- Madrid/Spanien: Die Cuerpo Nacional de Policía verhaftet acht mutmaßliche Extremisten der Terror-Organisation ISIS.[114]
- Mirny/Ukraine: Bei Zusammenstößen zwischen pro-russischen Separatisten und der ukrainischen Armee sterben die beiden Journalisten des russischen Privatsenders Rossiya TV, Igor Kornelyuk und Anton Woloschin.[115]
- Monrovia/Liberia: Durch den Ausbruch des Ebolavirus sterben sieben Personen.[116]
- Mpeketoni/Kenia: Bei einer Anschlagserie der Al-Shabaab auf eine Polizeistation und zwei Hotels auf Lamu Island sterben 48 Personen.[117]
- Peking/China: Die Drahtzieher des Anschlages auf dem Tian’anmen-Platz im Oktober 2013 mit fünf Toten werden von einem Gericht zum Tode verurteilt.[118]
- Pilger/Vereinigte Staaten: Bei einem Tornado werden weite Teile des Stanton Countys im Bundesstaat Nebraska zerstört; eine Person kommt dabei ums Leben, 19 weitere werden verletzt.[119]

### Dienstag, 17. Juni 2014
- Alexandria/Ägypten: Nach einem Jahr Gefängnis und 5-monatigem Hungerstreik wird der Al-Jazeera-Journalist Abdullah Elshamy aus dem Gefängnis entlassen.[120]
- Asa/Nigeria: Das 144. Battalion der Nigerian Armed Forces verhaftet bei einem Überfall auf einen Konvoi aus 33 Bussen im Bundesstaat Abia 486 Mitglieder der Boko Haram.[121]
- Baquba/Irak: Bei einem Angriff von Anhängern der ISIS auf eine Polizeistation und ein Gefängnis, in welchem Sunniten einsitzen, sterben in Diyala 44 Menschen.[122]
- Karlsruhe/Deutschland: Der Bundesgerichtshof entscheidet, dass Radfahrer bei unverschuldeten Unfällen auch ohne Schutzhelm Anspruch auf vollen Schadenersatz haben.[123]
- Kampung Sementa/Malaysia: Beim Kentern eines Fischkutters im Port Klang in der Straße von Malakka sterben 9 Menschen.[124]
- Lahore/Pakistan: Bei Zusammenstößen zwischen der Polizei und Demonstranten bei einer Kundgebung des Klerikers Tahirul Qadri sterben 7 Personen.[125]
- Lazarat/Albanien: 800 Polizisten versuchen mit gepanzerten Fahrzeugen das als „Drogenhauptstadt Europas“ geltende Dorf zu stürmen, in dem jährlich an die 1000 Tonnen Cannabis produziert werden.[126]
- London/England: BP schließt einen Deal für die Förderung von Öl aus dem Pearl River Mouth Basin im südlichen Südchinesischen Meer mit dem Eigner China National Offshore Oil Corporation.[127]
- Mkunumbi/Kenia: Bei einem Anschlag der Al-Shabaab auf Lamu-Island sterben 15 Personen.[128] Dabei werden durch die Terrororganisation 15 Frauen aus dem Lamu-Distrikt der Coast-Provinz verschleppt.[129]
- Tokari/Ukraine: Durch eine schwere Explosion wird die Urengoj-Pomari-Uschgorod-Gaspipeline im Rajon Lochwyzja der Region Poltawa stark beschädigt. Die „Transsibirische Pipeline“ gehört dem staatlichen ukrainischen Konzern Ukrtransgaz und liefert Gas von Sibirien nach Europa. Der ukrainische Innenminister Arsen Awakow spricht in diesem Zusammenhang von einem Terroranschlag, Experten bezweifeln das jedoch.[130]
- New York City/USA: Die seltene 1-Cent-Briefmarke British Guiana 1¢ magenta aus dem 19. Jahrhundert wird bei einer Auktion im Auktionshaus Sotheby’s für 9,5 Millionen US-Dollar versteigert.[131]
- Wien/Österreich: Verleihung des Österreichischen Musiktheaterpreises 2014

### Mittwoch, 18. Juni 2014
- Alexandria/Vereinigte Staaten: Das United States Patent and Trademark Office entzieht den Washington Redskins den Markenschutz, weil der Name die Ureinwohner Amerikas verunglimpfe.[132]
- Berlin/Deutschland: Die Flughafen Berlin Brandenburg GmbH ernennt den Siemens-Manager Jörg Marks zum Leiter Technik und Bau sowie zum Technischen Gesamtprojektleiter BER.[133]
- Colina/Chile: Bei Recherchen entdecken Literaturwissenschaftler mehr als 20 unveröffentlichte Gedichte des Dichters Pablo Neruda.[134]
- Luxemburg/Luxemburg: Mit großer Mehrheit befürwortet das Parlament die Legalisierung der gleichgeschlechtlichen Ehe in Luxemburg ab Anfang 2015. Neben einer standesamtlichen Trauung ist homosexuellen Paaren dann auch die Adoption von Kindern gestattet.[135]
- Madrid/Spanien: Der spanische König Juan Carlos I. unterzeichnet im Palacio Real de Madrid el miércoles das Gesetz für seine Abdankung und macht damit die Nachfolge für seinen Sohn frei.
- Mombasa/Kenia: Die Kenya Defence Forces verhaften mehrere Verdächtige der Al-Shabaab, die drei Tage zuvor einen Anschlag in Mpetekoni mit 60 Toten verübt haben sollen.[136]
- Philadelphia/USA: Der 89-jährige ehemalige Auschwitz-Birkenau-Aufseher Johann Breyer wird wegen hunderttausendfachen Mordes an Juden im Zweiten Weltkrieg verhaftet.[137]
- Santiago de Chile/Chile: Bei einem Brand während der Siegesfeier nach dem Spiel Spanien gegen Chile auf der Avenida Libertador General Bernardo O’Higgins werden 527 Fahrzeuge der Stadt zerstört. 40 Randalierer werden von Carabineros de Chile verhaftet.[138]
- Seattle/Vereinigte Staaten: Amazon.com stellt mit dem Fire Phone sein erstes Android-fähiges-Smartphone vor.[139]
- Shitang/China: Bei schweren Unwettern nach heftigen Regenfällen sterben in den Provinzen Chongqing, Fujian, Guangdong, Guizhou, Guangxi, Jiangxi und Hunan, mindestens 26 Menschen. Zudem entsteht an Privatgebäuden und der Infrastruktur ein Schaden, von rund vier Milliarden Yuan.[140]

### Donnerstag, 19. Juni 2014

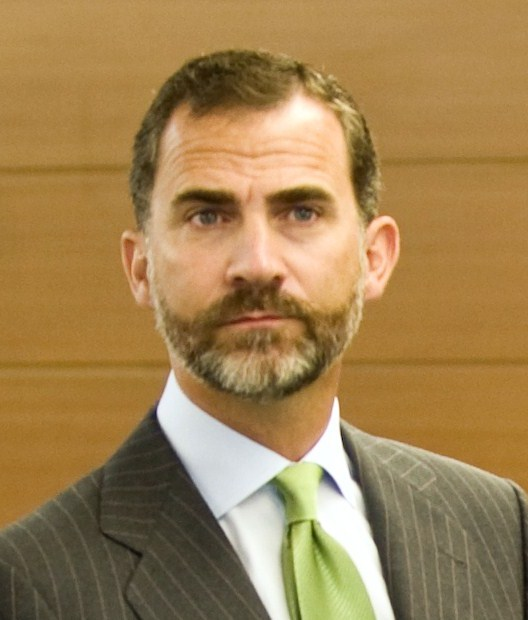
Felipe von Spanien

- Baidschi/Irak: Beim Kampf um die Baiji Oil Refinery der North Refineries Company werden rund 100 Anhänger der ISIS getötet.[141]
- Bjala/Bulgarien: Bei schweren Überschwemmungen nach heftigem Regen sterben in der Oblast Warna zwölf Menschen. Zudem kommt es zu Stromausfällen und Verkehrseinschränkungen.[142]
- Den Haag/Niederlande: Der Europäische Gerichtshof erklärt die Übergangsregelung für deutsche Beamte für rechtens.[143]
- Dunstable/England: Der ehemalige englische Fußballnationalspieler Kerry Dixon wird wegen Drogenmissbrauchs verhaftet.[144]
- Gwangju/Südkorea: Die Staatsanwaltschaft von Gwangju erhebt Anklage gegen Kim Han Sik und dessen Chonghaejin Marine Company, sowie vier Angestellten, wegen fahrlässiger Tötung beim Fährunglück der Sewol.[145]
- Havanna/Kuba: In der Karibik tritt seit Jahrzehnten wieder das Chikungunyafieber auf.[146]
- Madrid/Spanien: Krönung von Felipe von Spanien zum Prinz Felipe den sechsten.[147]
- Sepang/Malaysia: Beim Kentern einer Fähre in der Straße von Malakka sterben mindestens 10 Personen.[148]
- Swansea/Wales: Der Manager und Besitzer und dessen Firma MNS Mining werden freigesprochen: 2011 starben bei einer kontrollierten Sprengung in der Gleision Colliery im Swansea Valley vier Kumpels.[149]
- Untersberg/Deutschland: Die Rettungsaktion in der Riesending-Schachthöhle wird mit der Rettung des verunglückten Höhlenforschers Johann Westhauser abgeschlossen.[150]
- Washington, D.C./USA: Der US Marine-Korporal William Kyle Carpenter wird für seine Verdienste im Afghanistan/Irak-Krieg von Barack Obama mit der Medal of Honor ausgezeichnet.[151]

### Freitag, 20. Juni 2014
- Atlanta/USA: Bei dem Austritt von Milzbrand in der Gesundheitsbehörde Centers for Disease Control and Prevention kommen bis zu 75 Personen mit dem gefährlichen Erreger in Kontakt.[152]
- Bargu/Nigeria: Bei einem Attentat auf Christen in den Dörfern Kwaranglum und Tsaha durch die Boko Haram sterben im Local Government Area of Borno State zehn Menschen.[153]
- Brighton/Vereinigtes Königreich: Zwei Geschäftsmänner und der ehemalige Amateurfußballer des FC Whitehawk Michael Boateng werden wegen Spielmanipulation zu fünf Jahren Haft verurteilt.[154]
- Harare/Simbabwe: Der Chefredakteur Edmund Kudzayi der staatlichen Sunday Mail wird wegen Falschdarstellung des Präsidenten Robert Mugabe verhaftet.[155]
- Syrien/Syrien: Bei der Explosion einer Autobombe sterben in der Provinz Hama 34 Personen.[156]
- Paris/Frankreich: Die französische Regierung übernimmt zusammen mit General Electric die Mehrheitsanteile an Alstom.[157]
- Tikrit/Irak: Bei einem Anschlag der ISIS-Rebellen auf eine Tankstelle zwischen Tikrit und Kirkuk sterben mindestens sieben Personen.[158]
- Sofia/Bulgarien: Die Balgarska Narodna Banka übernimmt die Mehrheitsanteile an der Korporatiwna Trgowska Banka.[159]

### Samstag, 21. Juni 2014
- al-Minya/Ägypten: Ein Gericht im Gouvernement al-Minya verurteilt 183 Anhänger der Muslimbrüder zum Tode.[160]
- ar-Rayyan/Katar: Die UNESCO nimmt die Zitadelle von Erbil zum Weltkulturerbe auf.[161]
- Fortaleza/Brasilien: Miroslav Klose zieht mit einem Tor beim 2:2 der deutschen Fußballnationalmannschaft gegen Ghana mit Ronaldo als bester WM-Torschütze der Geschichte einer Weltmeisterschaft gleich.[162]
- Goseong/Südkorea: Bei einem Amoklauf auf einem Militärstützpunkt durch einen Soldaten sterben in der Provinz Gangwon fünf Personen, zudem werden sieben weitere verletzt.[163]
- Kaschgar/Volksrepublik China: Bei einem Anschlag der muslimischen uigurischen Minderheit auf eine Polizeistation im Kreis Kargilik des Regierungsbezirks Kaschgar sterben 13 Personen.[164]
- Lahti/Finnland: Die Nationale Sammlungspartei ernennt Alexander Stubb zum neuen Parteivorsitzenden.[165]
- Mainz/Deutschland: Umberto Eco wird von der Internationalen Gutenberg-Gesellschaft mit dem Gutenberg-Preis der Stadt Mainz geehrt.
- Nürburg/Deutschland: 24-Stunden-Rennen auf dem Nürburgring[166]
- Tikrit/Irak: Bei Gefechten zwischen dem Militär und den ISIS-Rebellen sterben in der Provinz Salah ad-Din 40 Personen.[167]
- Mirny/Russland: Bei einer kontrollierten Sprengung in dem Kupferbergwerk Gai Mine in der Oblast Orenburg sterben vier Kumpels, zwei weitere Personen werden bei dem Zwischenfall der Gaisky GOK Company verletzt.[168]

### Sonntag, 22. Juni 2014
- Chibok/Nigeria: Bei einem Völkermord an Christen in den Dörfern Koronginim und Ntsiha durch die Boko Haram sterben im Bundesstaat Borno mindestens 20 Personen.[169]
- Doha/Katar: Entscheidung zur Aufnahme als Weltkulturerbe der Kulturorganisation der Vereinten Nationen.[170]
- Kairo/Ägypten: Der Cairo Criminal Court verurteilt die drei Al-Jazeera-Journalisten Mohammed Fahmy, Baher Mohamed und den australischen Peabody-Award-Gewinner Peter Greste wegen mutmaßlicher Unterstützung der Muslimbrüder zu jeweils 7 Jahren Haft.[171]

### Montag, 23. Juni 2014
- Anchorage/USA: Ein Seebeben der Stärke 8,0 löst für die Inselgruppen Aleuten und Little Sitkin eine Tsunami-Warnung aus.[172]
- Bambari/Zentralafrikanische Republik: Bei Gefechten zwischen Muslimen und der christlichen Anti-Balaka-Miliz sterben mindestens 50 Menschen.[173]
- Beirut/Libanon: Bei einem Bombenanschlag während einer Live-Übertragung eines Spieles der Fußball-Weltmeisterschaft 2014 wird ein Sicherheitsbeamter getötet und 20 weitere Personen verletzt.[174]
- Campinas/Brasilien: Seit dem Jahre 1989 tritt erstmals wieder das hochansteckende Poliovirus auf.[175]
- Dhaka/Bangladesch: Acht Anhänger der Harkat-ul-Jihad al-Islami (HuJi) werden für einen Bombenanschlag 2001 in Dhaka zum Tod durch den Strang verurteilt.[176]
- Janbul/Nigeria: Bei einem Anschlag auf die School of Hygiene sterben acht Personen. Bei dem Bombenanschlag auf die Gesundheitsschule werden zudem 20 Personen verletzt.[177]
- Kiruna/Schweden: Bei einem Brand in der Eisenerzgrube Kiruna werden 27 Personen verletzt. Zudem sitzen bis zu 400 Bergleute des Minenbetreibers LKAB in 1338 Meter unter Tage fest.[178]
- La Mesa/Mexiko: Nach über 20-jähriger Flucht wird das führende Mitglied Luis Fernando Sanchez Arellano des Arellano Felix Clans verhaftet.[179]
- Miami/USA: Bei einem Amoklauf mit einer AK-47 und einer AR-15 vor einem Hochhaus in Liberty City werden mindestens zwei Personen getötet und 7 weitere verletzt.[180]
- London/England: Im Auktionshaus Sotheby’s wird das Gemälde Le Bassin aux Nymphéas von Claude Monet für 31,7 Millionen Pfund versteigert.[181]
- Olsberg-Elpe/Deutschland: Beim Absturz eines Learjet 35 im Sauerland nach Kollision im Luftraum mit einem Eurofighter Typhoon des Taktischen Luftwaffengeschwaders 31 „Boelcke“ verunglücken beide Insassen des Zivilflugzeuges der Gesellschaft für Flugzieldarstellung vermutlich tödlich.[182]
- Witu/Kenia: Bei einem Attentat der Al-Shabaab auf die Kleinstadt in der Coast Provinz sterben mindestens 5 Personen.[183]

### Dienstag, 24. Juni 2014
- Brasília/Brasilien: Faryd Mondragón wird mit 43 Jahren und 3 Tagen zum ältesten Spieler, der je ein Fußball-Weltmeisterschaftsspiel bestritten hat.[184]
- Brüssel/Belgien: Der Europäische Rat entscheidet, mit Albanien Verhandlungen über einen Beitritt zur Europäischen Union aufzunehmen.[185]
- Gioia Tauro/Italien: Bei Razzien in Kalabrien werden 54 Mitglieder des Molè-Clans verhaftet. Der Mole Clan ist eine Zweiggruppe der ’Ndrangheta und terrorisiert die Reggio Calabria. Die Carabinieri beschlagnahmten Gelder in Millionenhöhe, die aus Drogen- und Waffenhandel stammen sollen.[186]
- Helsinki/Finnland: Alexander Stubb wird zum neuen Ministerpräsidenten Finnlands gewählt.[187]
- Kawuri/Nigeria: Anhänger der Boko Haram entführen aus mehreren Dörfern im Bezirk Damboa des Bundesstaates Borno rund 60 Kinder und Frauen.[188]
- London/Vereinigtes Königreich: Der Old Bailey Court spricht im Abhörskandal um die ehemaligen News-of-the-World-Mitarbeiter Andy Coulson und Rebekah Brooks die Urteile. Coulson wird in einem Punkt für schuldig gesprochen und Brooks in allen Fällen frei.[189]
- Raihorodok/Ukraine: Beim Abschuss zweier Mi-8 Hubschrauber der ukrainischen Armee durch pro-russische Separatisten sterben 9 Personen.[190]
- Sangin/Afghanistan: Bei Gefechten im Distrikt Sangin der Provinz Helmand sterben 56 Personen, darunter 35 Zivilisten.[191]

### Mittwoch, 25. Juni 2014
- Bengasi/Libyen: Bei einem Attentat stirbt die Menschenrechtlerin und Parlamentsabgeordnete Salwa Bughaighis und ihr Mann Issa.[192]
- Kairo/Ägypten: Bei einem Anschlag auf das U-Bahn-Netz durch vier Sprengsätze werden mindestens vier Menschen verletzt. Zudem wird die Infrastruktur stark beschädigt.[193]
- London/England: Thomas Ganter und Richard Twose werden mit dem BP Portrait Award von der National Portrait Gallery ausgezeichnet.[194]
- Los Angeles/USA: Der United States District Court for the Central District of California verurteilt das Streamen von Fernsehsendern, durch das Technologieunternehmen von Aereo für illegal, ohne dass Aereo für die Fernsehdienste bezahlt.[195]
- Magdeburg/Deutschland: Die AfD setzt wegen Diskriminierung und abfälliger Bemerkung über geistig Behinderte den Vize-Parteichef des Bundeslandes Sachsen-Anhalt Thomas Hartung ab.[196]
- Manaus/Brasilien: Xherdan Shaqiri erzielt in der Arena da Amazônia, den 50. Hattrick der Fußball-Weltmeisterschaftsgeschichte.[197]
- Patna/Indien: Bei der Entgleisung des Rajdhani Express in der Golden Ganj Railway Station im Chapra Sub-Distrikt sterben vier Personen und zehn weitere werden verletzt. Die Indian Railways vermutet, dass radikale Rebellen der Communist Party of India (Maoist) dahinter stecken.[198]
- San Francisco/USA: Start der Entwicklerkonferenz Google I/O im Moscone Center.[199]
- Uelzen/Deutschland: Beim Brand eines Silos der Nordzucker AG werden 20.000 Tonnen Zucker zerstört, zudem entsteht ein Millionenschaden an einer Zufuhrbrücke und dem Silo.[200]
- Vijayawada/Indien: Bei der Explosion einer Gaspipeline der Oil and Natural Gas Corporation im Bezirk East Godavari des Bundesstaates Andhra Pradesh sterben 16 Menschen.[201]
- Warschau/Polen: Regierungschef Donald Tusk besteht mit 237 von 440 Stimmen der Sejm-Abgeordneten die Vertrauensfrage.[202]
- Wuse/Nigeria: Bei der Explosion einer Autobombe zwischen dem Einkaufszentrum Emab Plaza und dem Banex Plaza Hotel durch die Boko Haram sterben mindestens 21 Personen.[203]

### Donnerstag, 26. Juni 2014
- Amman/Jordanien: Der radikal-islamische Prediger Abu Qatada wird vom Vorwurf der Planung von Terroranschlägen vom State Security Court freigesprochen.[204]
- Berchtesgaden/Deutschland: Die bayrische Regierung verschließt die Riesending-Schachthöhle.[205]
- Hannover/Deutschland: Die TUI AG verkündet die Übernahme des Konzerns TUI Travel zu 100 %.[206]
- Norrköping/Schweden: Bei einem Blitzeinschlag während des Bråvalla Festival werden mindestens vier Menschen verletzt.[207]
- Schwerin/Deutschland: Das Innenministerium um Innenminister Lorenz Caffier verbietet die Symbole des Motorrad-Clubs Hells Angels.[208]

### Freitag, 27. Juni 2014
- Brüssel/Belgien: Die Ukraine, Moldawien und Georgien unterzeichnen ein Partnerschaftsabkommen mit der EU. Zwischen der Ukraine und der EU betrifft dies den wirtschaftlichen Teil des Assoziierungsabkommens. Russland kritisiert diesen Schritt scharf.[209]

### Samstag, 28. Juni 2014
- Sarajevo/Bosnien und Herzegowina: Konzert zum 100. Jahrestag der Ermordung des Erzherzogs und Thronfolgers Franz Ferdinand von Österreich-Este in Sarajevo, das zum Ausbruch des Ersten Weltkrieges führte.[210]

### Sonntag, 29. Juni 2014
- Asunción/Paraguay: Überschwemmungen in Paraguay verursachen große Ernteausfälle und zwingen Zehntausende, ihre Häuser zu verlassen.[211]
- Bagdad/Irak: Dschihadisten der militanten ISIS-Organisation haben ein „Islamisches Kalifat“, einen Islamischen Staat, ausgerufen und diese Erklärung in mehreren Sprachen, neben Arabisch auch in Englisch, Russisch, Französisch und Deutsch, im Internet veröffentlicht. Eine Rückeroberung der Stadt Tikrit durch Regierungstruppen ist unterdessen vorerst gescheitert.[212]

### Montag, 30. Juni 2014
- Kaschgar/China: 113 Personen werden im autonomen Gebiet Xinjiang wegen Terrorismus und anderer Vergehen zu Gefängnisstrafen verurteilt.[213]